# Contracció muscular

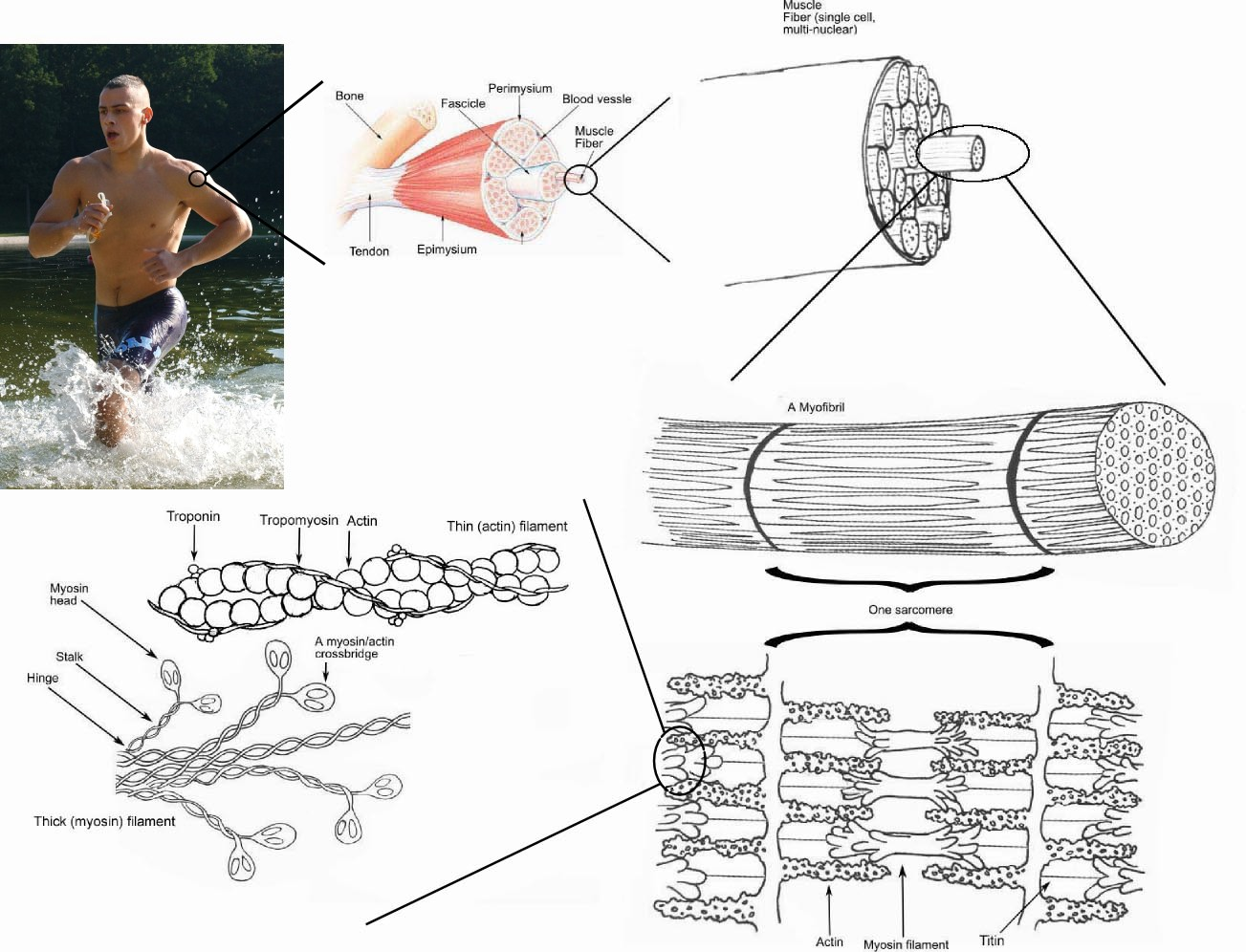
Esquema jeràrquic dels músculs.

La contracció muscular  és el procés fisiològic en el qual els músculs desenvolupen tensió i s'escurcen o s'estiren (o bé poden mantenir la mateixa longitud) per raó d'un estímul d'extensió previ. Aquestes contraccions produeixen la força motriu de gairebé tots els músculs superiors, per exemple, per modificar el volum de la cavitat que recobreixen (múscul llis) o per moure l'organisme, bé per desplaçar-lo a través del medi, bé per moure altres objectes (múscul estriat).
Les contraccions són controlades pel sistema nerviós central. Mentre que el cervell controla les contraccions voluntàries, la medul·la espinal controla els reflexs involuntaris.

## Contracció muscular microscòpica
La contracció per a tots els músculs estriats és resultat d'un esforç conscient originat en el cervell. Els senyals del cervell, en la forma de potencials d'acció, viatgen molt ràpid pels nervis fins a la neurona motriu que s'empelta a la fibra muscular. En el cas dels reflexos involuntaris, el senyal erèctil pot originar-se en la medul·la espinal a través d'un circuit amb la substància grisa. En la musculatura involuntària, com són el cas del cor i la musculatura llisa (per exemple, en l'intestí o el sistema vascular), la contracció ocorre com a resultat d'activitat inconscient del sistema nerviós autònom o bé per estimulació endògena del mateix múscul. Algunes contraccions com la locomoció, la respiració, i la masticació poden iniciar tant conscient com inconscientment, però es continuen mitjançant un reflex inconscient.
La contracció muscular es pot explicar com un desplaçament dels miofilaments, és a dir, el cap de la miosina s'ancora a l'actina produint-se així el desplaçament. Val a dir que la contracció muscular està regulada pel calci, l'ATP i el magnesi.

## Múscul estriat

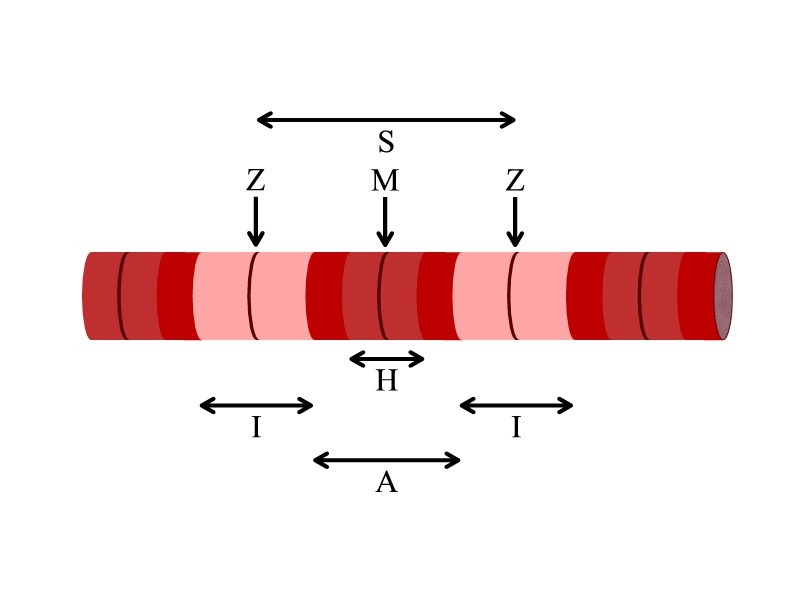
S = sarcòmer, A = banda-A, I = banda-I, H = zona-H, Z = línia-Z, m = línia-M.

El múscul esquelètic i el cardíac són músculs estriats per raó de l'aparença en estries que mostren sota el microscopi, a causa del seu patró altament organitzat de bandes A i bandes I. Les primeres, fosques, estan formades de fibres de miosina i les segones, clares, d'actina. En estat de relaxació, les fibres de miosina i d'actina gairebé no se superposen entre elles. En canvi, en l'estat de contracció l'actina se superposa gairebé del tot als filaments de miosina: en la contracció els filaments d'actina es desplacen sobre els de miosina i sobre ells mateixos, de manera que s'entrellacen entre si en un important mecanisme de lliscament de filaments.
Els filaments d'actina llisquen cap a dintre entre els filaments de miosina a causa de forces d'atracció resultants de forces mecàniques, químiques i electroestàtiques generades per la interacció dels ponts creuats dels filaments d'actina.
1. En repòs, les forces d'atracció entre els filaments d'actina i miosina estan inhibides.
2. Els potencials d'acció s'originen en el sistema nerviós central i viatgen fins a arribar a la membrana de la motoneurona: la fibra muscular.
3. El potencial d'acció activa els canals de calci dependents de voltatge en l'axó fent que el calci flueixi dins la neurona.
4. El calci fa que les vesícules, que contenen el neurotransmissor anomenat acetilcolina, s'uneixin a la membrana cel·lular de la neurona, alliberant l'acetilcolina a l'espai sinàptic on la neurona connecta amb la fibra muscular estriada.
5. L'acetilcolina activa receptors nicotínics de l'acetilcolina en la fibra muscular, obrint els canals per al sodi i el potassi de forma que ambdós elements es mouen cap a les parts on les seves concentracions són menors: així, el sodi es desplaça cap a dins la cèl·lula i el potassi cap enfora.
6. La nova diferència de càrregues causada per la migració de sodi i potassi despolaritza l'interior de la membrana (la fa més positiva). Això activa canals de calci dependents de voltatge localitzats a la membrana cel·lular (canals de dihidropiridina) els quals, mitjançant un canvi de la seva conformació, acaben activant de manera mecànica els receptors de Ryanodina ubicats al reticle endoplàsmic de la fibra muscular, anomenat reticle sarcoplasmàtic (RS).
7. El calci surt del reticle sarcoplasmàtic i s'uneix a la proteïna troponina C, present com a part del filament d'actina, fent que moduli amb la tropomiosina. La funció d'aquesta darrera és obstruir el lloc d'unió entre l'actina i la miosina.
8. Sense l'obstacle de la tropomiosina, s'alliberen grans quantitats d'ions calci cap al sarcoplasma. Aquests ions calci activen les forces d'atracció en els filaments, i comença la contracció.
9. La miosina, a punt per intervenir gràcies a la presència energètica d'ATP, s'uneix a l'actina de manera forta, alliberant l'ADP i el fosfat inorgànic i causant un fort haló de l'actina, de forma que les bandes I s'acosten l'una a l'altra i es produeix la contracció de la fibra muscular.

En tot aquest procés també es necessita energia per mantenir la contracció muscular, que prové dels enllaços rics en energia de l'adenosintrifosfat (ATP), el qual es desintegra en adenosindifosfat (ADP) i proporciona l'energia requerida.

## Tipus de contraccions musculars

### Contraccions isotòniques
La paraula isotòniques significa igual tensió (iso: igual - tònica: tensió).
Es defineixen com isotòniques, des del punt de vista fisiològic, les contraccions en les quals les fibres musculars a més de contreure’s, modifiquen la seva longitud.
Les contraccions isotòniques són les més comunes en la majoria dels esports, activitats físiques i activitats corresponents a la vida diària, ja que la majoria de les tensions musculars que s'exerceixen solen anar acompanyades per escurçament i allargament de les fibres d'un múscul determinat.
Les contraccions isotòniques es divideixen en: concèntriques i excèntriques.

#### Contraccions concèntriques
Una contracció concèntrica té lloc quan un múscul desenvolupa una tensió suficient per superar una resistència, de manera que s'escurça i mobilitza una part del cos vencent aquesta resistència. Un clar exemple és quan portem un got a la boca per beure: existeix escurçament muscular concèntric, ja que els punts d'inserció dels músculs s'ajunten, és a dir que el múscul s'escurça o es contrau.
Al gimnàs podríem posar els següents exemples:
- A.  Màquina d'extensions.
  - Quan aixequem els pesos, el múscul quàdriceps s'escurça amb la qual cosa els punts d'inserció del múscul, al genoll i al maluc, s'acosten. Per això diem que es produeix una contracció concèntrica.
- B.  Tríceps amb politja.
  - En baixar el braç i estendre per entrenar el tríceps, estem contraient el tríceps en forma concèntrica. Aquí els punts d'inserció del múscul tríceps braquial s'acosten, per això diem que es produeix una contracció concèntrica.

#### Contraccions excèntriques
Quan una resistència donada és major que la tensió exercida per un múscul determinat, de manera que aquest s'allarga, es diu que aquest múscul exerceix una contracció excèntrica. En aquest cas, el múscul desenvolupa tensió augmentant la seva llargada. Un exemple clar és quan portem el got des de la boca fins a recolzar-lo a la taula: el bíceps braquial es contreu excèntricament. En aquest cas actua la força de gravetat, però el múscul exerceix tensió per controlar el moviment, altrament es relaxarien els músculs del braç i el got cauria a sotmès únicament a la força de gravetat.
Així, podem dir que quan els punts d'inserció d'un múscul se separen es produeix una contracció excèntrica. També es sol utilitzar el terme allargament sota tensió. El mot «allargament», però, sol prestar-se a confusió, ja que, si bé el múscul s'allarga, ho fa sota tensió i es limita a tornar a la seva posició natural de repòs, no estirant-se més enllà.
- A.  Màquina d'extensions.
  - Quan baixem les peses, el múscul quàdriceps s'allarga, però s'està produint una contracció excèntrica. Aquí els punts d'inserció del múscul quàdriceps s'allunyen, per això diem que es produeix una contracció excèntrica.
- B.  Tríceps amb politja.
  - En pujar el braç el tríceps braquial s'estén sota resistència. Aquí els punts d'inserció del múscul tríceps braquial s'allunyen, per això diem que es produeix una contracció «excèntrica».

### Contraccions isomètriques
La paraula isomètrica significa igual mesura o igual longitud (iso: igual, mètrica: mida/longitud).
En aquest cas, el múscul roman estàtic, sense escurçar ni allargar-se, però encara que roman estàtic genera tensió. Un exemple de la vida quotidiana seria quan portem a una criatura en braços: els braços no es mouen, mantenen l'infant en la mateixa posició i generen tensió perquè no caigui a terra. No es produeix ni escurçament ni allargament de les fibres musculars.
En l'esport es produeix en moltes ocasions, per exemple en certs moments del windsurf, quan cal mantenir la vela en una posició fixa. Té lloc una contracció estàtica, ja que generant tensió no es produeix modificació en la longitud del múscul.

### Contraccions auxotòniques
S'esdevenen quan es combinen contraccions isotòniques amb contraccions isomètriques. En iniciar la contracció, s'accentua més la part isotònica, mentre que al final de la contracció s'accentua més la isomètrica.
Un exemple pràctic d'aquest tipus de contracció el trobem quan es treballa amb «extensors». L'extensor s'estira fins a un cert punt, el múscul es contreu concèntricament, mantenim uns segons estàticament (isomètricament) i després tornem a la posició inicial amb una contracció en forma excèntrica.

### Contraccions isocinètiques
Es tracta més aviat d'un nou tipus de contracció, almenys pel que fa a la seva aplicació en la pràctica esportiva. Es defineix com una contracció màxima a velocitat constant en tota la gamma de moviment. Són freqüents en aquells esports en els quals no es necessita generar una acceleració en el moviment, és a dir, en aquells esports en què el que necessitem és una velocitat constant i uniforme, com pot ser la natació o el rem. L'aigua exerceix una resistència constant i uniforme i, quan augmentem la força, l'aigua augmenta la resistència. Els aparells isocinètics s'han dissenyat per desenvolupar una velocitat constant i uniforme durant tot el moviment.
Encara que tant les contraccions isocinètiques com les isotòniques són ambdues concèntriques i excèntriques, són bastant diferents. En efecte, les contraccions isocinètiques es caracteritzen per la velocitat constant regulada i es desenvolupa una tensió màxima durant tot el moviment. En canvi, en les contraccions isotòniques no es controla la velocitat del moviment amb cap dispositiu, i a més no s'exerceix la mateixa tensió durant tot el moviment, ja que per una qüestió de palanques òssies varia la tensió a mesura que es realitza l'exercici. Per exemple, en extensions de quàdriceps, exerceix més tensió en començar l'exercici que en finalitzar-lo, per diverses raons:
- Perquè vencem la inèrcia.
- Perquè en apropar els punts d'inserció muscular, el múscul exerceix menor tensió.

Les màquines per a exercicis isocinètics estan preparades per garantir la mateixa tensió i velocitat en tota la gamma de moviment. A aquest efecte, incorporen un regulador de velocitat, de manera que la velocitat del moviment es manté constant sigui quina sigui la tensió produïda en els músculs que es contrauen. Per tant, si l'usuari intenta que el moviment sigui el més ràpid possible, la tensió engendrada pels músculs serà màxima durant tota la gamma de moviment, però la seva velocitat es mantindrà constant.
És possible regular la velocitat del moviment en molts d'aquests dispositius isocinètics en un ventall entre 0° i 200º de moviment per segon. Moltes velocitats de moviment durant diverses proves atlètiques reals superen els 100º/s.
Algunes d'aquestes màquines tenen la possibilitat de llegir i imprimir la tensió muscular generada.
Lamentablement, aquests dispositius només estan disponibles en centres d'alt rendiment esportiu pels seus alts costos. No hi ha dubte que el guany de força muscular és molt més gran amb aquests tipus d'entrenament, però cal tenir en compte que en moltes disciplines esportives es necessita vèncer la inèrcia i generar una acceleració. Per això, aquest tipus de dispositius no serien gaire adequats per a aquests esports, ja que controlen la inèrcia i l'acceleració.

## Relaxació
La relaxació és el moment en què la contracció cessa. Les diferents fibres (miosina, actina) tornen al seu lloc i apareixen les estries H. La relaxació és el resultat de la fi de l'impuls nerviós a la placa neuromuscular.